# Álvaro Torres
Álvaro Germán Ibarra Torres (Concepción Batres, Usulután; 9 de abril de 1954), más conocido artísticamente como Álvaro Torres es un cantautor y músico salvadoreño.

## Biografía
Álvaro Torres nació en Hacienda Nueva, municipio de Concepción Batres, departamento de Usulután, República de El Salvador. Creció en la región del Bajo Lempa, concretamente en el cantón Los Linderos a orillas del Río Lempa.
Sus padres, María del Carmen Torres y José Germán Ibarra se separaron cuando él tenía dos años de edad y a pesar de no haberse criado con su padre, fue de él que heredó el talento y la pasión por la música.
Entre sus canciones más conocidas están: "Chiquita mía", "He vivido esperando por ti", "De punta a punta", "Hazme olvidarla", "Mi verdadero amor", "Si estuvieras conmigo", "Te va a doler", "Tres", "Yo te seguiré queriendo", "Stress", "Ojalá", "Todo se paga", "Amor que mata", "Lo que se dice olvidar", "Reencuentro", "Nada se compara contigo", "Te olvidaré", "El último romántico", "A ti mi amor", "Al acecho", "Más romántico que nadie", "Ni tú ni ella", "Espacios vacíos", "Aléjate de mí", entre otras.
Ha cantado a dúo con cantantes mexicanas como: Dulce, con el tema "Nuestro amor"; Marisela, con la canción "Mi amor por ti"; Tatiana, con quien grabó "Quiero volver a tu lado"; y Selena, con quien interpretó "Buenos amigos". Además de otros duetos grabó con José Feliciano en el año 2005 el tema "No me vuelvo a enamorar" y "He venido a pedirte perdón", canciones incluidas en el álbum Álvaro Torres Interpreta a Juan Gabriel en Boleros. A lo largo de su trayectoria ha obtenido muchos reconocimientos entre ellos varios discos de oro y platino.

## Inicios
La primera canción que escribió se tituló “Dulce amiga” a los 12 años de edad, inspirado en una amiga de la infancia que le permitía ver televisión en su casa. De ahí en adelante, la mujer se convirtió en su principal fuente de inspiración.
En ese mismo año Pepe Rodas, director de la emisora Radio Corporación, y a quien Álvaro conoció en uno de los restaurantes en donde cantaba, lo invitó a los estudios para grabar la demo que cambiaría el rumbo de su vida. Estando en los estudios, Rodas le entregó un disco instrumental de la Orquesta de Franck Pourcel y una letra que él mismo había compuesto para esa melodía. Pidió a Álvaro que intentara sincronizar su voz sobre la música, y así grabar una demo para presentarlo a la compañía disquera Discos Latinoamericanos (DILA).
Unas semanas más tarde les concedieron una entrevista con el presidente del sello discográfico DILA, Augusto Díaz Durán, al quien le gustó la propuesta musical, y obtuvo un contrato para la grabación de su primer disco de larga duración. En diciembre de ese mismo año (1975) comenzó la grabación de su primera producción titulada Algo Especial, la cual comenzó a escucharse en las emisoras de todo el país.
Posteriormente participó en diversos concursos de canto como el Festival de Festibuga, realizado en Colombia en el año 1976, La Voz y la Canción, en San Juan (Puerto Rico) en 1977 y OTI, en Chile en el año 1979, entre otros.
Mientras Álvaro vivió en Guatemala grabó sus primeros discos titulados Acaríciame, Qué Lástima, De Qué me Sirve Quererte y Ángel de Ternura.

## Éxitos

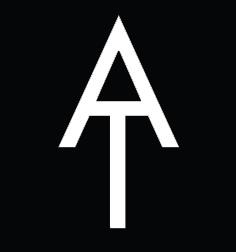
Logo Oficial de Álvaro Torres.

En 1983 emigró a los Estados Unidos, país en donde ha vivido por los últimos años. Llegó directamente a Denver, Colorado, y estando allí grabó en 1984 la producción Sin cadenas. Luego vivió un año entre Houston y San Antonio, Texas, y en 1985 se mudó a Los Ángeles, California. Desde allí, grabó su séptimo disco titulado Tres, una producción con la cual se consagró como uno de los mejores cantantes y compositores de su generación.
Durante los años de 1986 a 1998 ubicó en las posiciones de la Hot Latin Tracks de Billboard 20 canciones, de las cuales "Nada se compara contigo" llegó al número uno en el año 1992. Su primera canción en Billboard fue "Hazme olvidarla", que llegó a la posición 7 en el año 1988. Su última canción fue "El último romántico", que llegó al número 17 en 1998. Le cantó a su país El Salvador el 16 de enero de 2007 por los 15 años de los Acuerdos de Paz en ese país. Ostenta su estrella en la famosa Calle 8, que se le fue otorgada en 2002.
Participó en el XXXII Festival Internacional de la Canción de Viña del Mar en el año 1991 donde se ganó la admiración del público chileno y latinoamericano ahí fungió como jurado calificador y se le otorgó el premio Gaviota por los grandes éxitos de su carrera.
Álvaro Torres también forma parte del disco olímpico Voces unidas, donde se incluye su tema "Reencuentro", que interpreta con Barrio Boyzz siendo está considerada todo un himno no solo para los salvadoreños sino también de cualquier latinoamericano residente en Estados Unidos. 
En Los Ángeles vivió durante 20 años, en los cuales grabó varios discos Tres (1985), Más romántico que nadie (1987), Si estuvieras conmigo (1990) y Nada se compara contigo (1991), la última considerada hasta la fecha una de sus más aclamadas producciones, de la cual realizó una nueva versión en 2013 junto a la cantante ecuatoriana Mirella Cesa. Además del tema “Nada se compara contigo", que da título a este disco, también se encuentra la canción “Buenos amigos”, que sería utilizada para el lanzamiento internacional de la fallecida cantante Selena, con gran éxito. En la década de los 90's grabó Homenaje a México (1992), Amor del alma (1993), Reencuentro (1995), En busca del amor (1996) y El último romántico (1998).
A lo largo de su trayectoria ha grabado un total de 21 producciones musicales, de las cuales han salido numerosos éxitos, que luego han sido interpretados por grandes artistas como José Luis Rodríguez "El Puma", Eddie Santiago, Maelo Ruiz, Tito Nieves, Conjunto Primavera, Los Horóscopos de Durango, Sergio Vargas, Roberto Blades, Rocío Jurado y Paloma San Basilio, entre otros. Además de haber interpretado memorables duetos junto a Selena, Marisela, Barrio Boyzz, José Feliciano, Monchy & Alexandra, entre otros; ha compuesto temas inéditos para grandes cantantes como Dulce, María Sorté, Verónica Castro, Myriam Hernández (cuyo tema "Te pareces tanto a él" logró llegar al número uno de los Hot Latin Songs de Billboard en el año de 1990).
En agosto de 2008 este cantautor tuvo un accidente automovilístico en Las Pilas, Chalatenango, El Salvador durante la grabación de su programa de TV "Reencuentro con Álvaro Torres". En el fondo de aquel abismo este cantautor confesó que había salido ileso de aquel trágico accidente, porque Dios tenía un nuevo plan para su vida, publicó su nuevo disco Muy personal en el año 2009 y nominándose en los Premios Grammy Latinos. Pero independiente de su conversión al protestantismo, Álvaro Torres afirma que continuará cantándole al amor y al desamor, dos sentimientos que lo han inspirado a escribir algunas de las canciones más románticas que se han escrito en la historia de la música en español.En 2012, hizo el himno de la Teleton El Salvador junto con Andrea Cardenal titulado Todos somos Teleton. En 2016 lanza un nuevo trabajo discográfico titulado Otra vida.
Por medio de sus bellas composiciones Álvaro no solo se ha ganado el aprecio y la admiración de su público, sino también el reconocimiento de la industria de la música, la cual le ha otorgado múltiples Discos de Oro y de Platino, y el premio al mejor Compositor del Año en 1993, por EMI Latin Estudios, logrado por sus álbumes En busca del amor, Si estuvieras conmigo, Nada Se compara contigo, Homenaje a México, Amor del alma y Reencuentro.

## Giras Internacionales
Álvaro Torres aparte de su tierra natal, El Salvador, se ha presentado en grandes escenarios de países a lo largo y ancho del continente americano, tales como Cuba, Chile, Colombia, Venezuela, Ecuador, Puerto Rico, México, Guatemala, El Salvador, Perú, Costa Rica, Panamá, Nicaragua, República Dominicana, Honduras entre otros. Asimismo en múltiples ciudades dentro de los Estados Unidos (principalmente donde existe mayor conglomeración de comunidad latinoamericana), especialmente en Miami, Las Vegas, Houston, Washington D. C. y Los Ángeles. Para 2017 realiza una gira invitacional en Europa a ciudades como Milán y Roma en Italia, y Madrid en España.

### Gira en Cuba
En diciembre del año 2013, el artista salvadoreño anuncia una visita al país caribeño, sin pensar siquiera el grado de popularidad que había alcanzado sus canciones por varias generaciones de cubanos que, a lo largo de las últimas tres décadas, han seguido la prolífica carrera del compositor e intérprete centroamericano, tanto así que el mismo cantante, declaró que ello fue una “experiencia inolvidable”.
En su primera etapa de su gira el teatro habanero Lázaro Peña con capacidad para 3 mil 500 personas, se vio colmado en cada una de las tres presentaciones que el cantante ofreció para sus seguidores, haciéndolo insuficiente, ya que se agotaron las entradas para sus recitales y muchas personas no lograron asistir, el artista dijo que era una gloria poder llevar su música a toda Cuba y devolver parte del tributo que los cubanos le han rendido durante décadas, aun sin conocerlo, tras el éxito de este primer encuentro el cantante anunció que regresaría el siguiente año a la isla para realizar conciertos masivos en varias ciudades del interior del territorio para completar su gira, llegando así a concretarse su actuación en varios escenarios de ellas como lo son el Anfiteatro de Varadero, el Estadio 5 de septiembre en Cienfuegos, La Plaza Cultural de Artemisa, El Estadio Capitán San Luis de Pinar del Río entre otras presentaciones. Posteriormente en el año 2015 continuo en las ciudades de Santiago, Bayamo y Holguín, todos ellos ante miles de fanáticos, que hicieron ver su cariño para con el músico. el cual, emocionado de sobremanera por tan increíble recibimiento, agradeció al pueblo de la "Antilla Mayor" en cada uno de sus puestas en escena, por apoyar su carrera en tantos años.
Se presenta en Cuba nuevamente en el 2018, donde realiza una gira por los interiores del país, entre ellas la ciudad de Camagüey, en la plaza Mayor General Ignacio Agramonte donde realizó un megaconcierto, donde asistieron entre 80 a 130,000 personas, según la emisora de radio Cadena Agramonte y demás medios locales.
En el 2019 volvió a la isla a realizar cuatro conciertos, visitando una vez más las provincias de Pinar del Río, Matanzas y La Habana donde se presentó en el Teatro Carlos Marx ante miles de seguidores para lo que sería el lanzamiento oficial de su álbum Álvaro Torres y sus Buenos Amigos grabado en los estudios de la EGREM. Durante sus giras por Cuba ha grabado duetos y ha compartido escenario con destacados cantantes cubanos como Eliades Ochoa, Laritza Bacallao, Mayco D' Alma, Lenier, JG, Waldo Mendoza, Luna Manzanares, Haila, Paulo FG, Claudio Rodríguez, entre otros.
Convertido en la práctica en el único cantante internacional de El Salvador, un artista que lleva su bandera nacional con responsabilidad y orgullo.

## Premios y nominaciones
| Año  | Premio                 | Nominado/Trabajo                 | Categoría                                 | Resultado |
| ---- | ---------------------- | -------------------------------- | ----------------------------------------- | --------- |
| 1992 | Premio Lo Nuestro      | Nada se compara contigo          | Álbum Pop del Año                         | Nominado  |
| 1992 | Billboard Music Awards | "Buenos Amigos" (con Selena)     | Videoclip de Año                          | Nominado  |
| 1992 | Tejano Music Awards    | "Buenos Amigos" (con Selena)     | Dúo del Año                               | Nominado  |
| 1995 | Premio Lo Nuestro      | "Reencuentro" (con Barrio Boyzz) | Vídeo del Año                             | Nominado  |
| 1996 | Premio Lo Nuestro      | "Stress"                         | Vídeo del Año                             | Nominado  |
| 2010 | Premios Arpa           | Muy personal                     | Mejor Álbum de Cantautor                  | Nominado  |
| 2010 | Premios Grammy Latinos | Muy personal                     | Mejor Álbum Música Cristiana (en español) | Nominado  |

## Reconocimientos
- 1991: Gaviota de Plata en Festival de Viña del Mar Chile.
- 1993: Mejor Compositor del Año por BIM Music por el álbum Nada se compara contigo.
- 2002: Premio Estrellas Calle 8 en Miami.
- 2011: Hijo Meritísimo de El Salvador por Asamblea Legislativa de El Salvador.
- 2015: Embajador de la Buena Voluntad en Misión Especial para Niñas y Niños Migrantes por el Gobierno de la República de El Salvador.[6]
- 2015: Miembro en el Salón de la Fama de Los Compositores Latinos (LSHOF)
- 2015: Premio La Musa, Miami Beach

## Discografía
- Algo especial (1976)
- Acaríciame (1977)
- Qué lástima (1978)
- De qué me sirve quererte (1979)
- Ángel de ternura (1981)
- Como cualquier poeta (1983)
- Sin cadenas (1984)
- Tres (1985)
- Más romántico que nadie (1987)
- 15 grandes éxitos/De punta a punta (1988)
- 15 romantiquísimas (1989)
- Si estuvieras conmigo (1990)
- Yo... romántico (1991)
- Nada se compara contigo (1991)
- Homenaje a México (1992)
- 20 éxitos románticos (1993)
- Amor del alma (1993)
- Los grandes éxitos de Álvaro Torres y José Luis Perales (1993)
- Reencuentro (1995)
- En busca del amor (1996)
- Éxitos y recuerdos (1996)
- Mis mejores canciones. 12 súper éxitos (1996)
- Ángel de ternura (1997)
- El último romántico (1998)
- 30 éxitos insuperables (1999)
- Solo para enamorados (2000)
- Amante de la vida (2000)
- Solo lo mejor. 20 éxitos 1 (2001)
- Mal acostumbrado (2002)
- Latín Classics (2002)
- Solo lo mejor 20 éxitos 2 (2002)
- Para coleccionistas. Edición limitada (2003)
- 3 momentos de colección (2004)
- 15 canciones de colección (2004)
- Románticos por siempre. Álvaro Torres y José Feliciano (2004)
- Colección inmortal (2005)
- Álvaro Torres interpreta a Juan Gabriel en bolero (2005)
- 30 del recuerdo (2006)
- Lo esencial de Álvaro Torres (2006)
- Colección (2007)
- Lo nuevo y lo mejor (2007)
- Serie verde (2007)
- Éxitos (2008)
- Éxitos inolvidables (2008)
- Muy personal (2009)
- Noche de romance (2009)
- 10 grandes (2012)
- Romances (2013)
- Otra Vida (2016)
- Álvaro Torres y sus buenos amigos (2019)